# پرکندآباد
پرکندآباد، روستایی از توابع بخش مرکزی شهرستان مشهد در استان خراسان رضوی ایران است.
این روستا در گذشته ای نه چندان دور از آب آشامیدنی محروم بوده است، این کمبود آب به قدری محسوس بوده که؛ اهالی این دیار برای تأمین آب آشامیدنی، شست و شوی ظروف، آب دهی دام های سبک و سنگین و نیز شست و شوی ادوات کشاورزی (گاری و درشکه) خود به روستای مجاور یعنی کلاته ی میرزا تقی(یک جفتی) مراجعه می کرده و با گشاده رویی اهالی این روستای کوچک اما پر رزق و روزی مواجه می شدند
ما با افزایش جمعیت روستا آب آشامیدنی به روستا لوله کشی شده و امکاناتی مانند گاز و روشنایی معابر و آسفالت کوچه ها و خیابان ها را هم به لطف دهیاری انجام شد و مخصوصاً بزرگ روستا آقای مهدی اقبالی و پیگیری های ایشان دکل مخابراتی برای رفع مشکل آنتن دهی شبکه موبایل در روستا نصب و به زودی به بهره‌برداری میرسد. ا
.

## جمعیت
این روستا در دهستان طوس قرار دارد و براساس سرشماری مرکز آمار ایران در سال ۱۳۸۵، جمعیت آن ۲۶۸ نفر (۶۶خانوار) بوده‌است.